# Караванська Оксана Олегівна
Оксана Олегівна Караванська (нар. 16 квітня 1966, Львів) — українська модельєрка.

## Життєпис
Народилася в родині математиків. Випускниця Львівської академії мистецтв 1996 року.
У 1996 — фіналістка конкурсу Alta-Moda (голова журі — П'єр Карден).
1997 — відкрила авторський бутік «Оксана Караванська». Державні органи не хотіли реєструвати фірму з такою назвою, але Караванська довела, що фірма, названа ім'ям дизайнера — це світова практика і має право на життя і в Україні.
1999 — дебютувала в українському тижні prêt-a-porter з колекцією «Vade mecum».
2001 — отримала звання «Найкращий стиліст року» в галузі кліпмейкерства.
2002 — Гран Прі «Кришталевий Силует» за найкращу сукню року.
2005 — презентація лінію дитячого одягу OK'IDS by oksanakaravanska. Створила колекцію Haute Couture для закриття півфіналу та фіналу «Євробачення 2005».
2006 — презентація авторських парфюмів.
Їй належить ідея створення першого Театру мод у Львові, який успішно гастролював Україною та за її межами. Є членкинею Синдикату Моди України і створює від 8 до 14 колекцій на рік. Оксана Караванська є постійною учасницею українських тижнів моди, має бутики й ательє у Львові, Києві (до 2009 року), Одесі, шоу-рум бренду Караванської діє в Нью-Йорку. Під брендом «Караванська» випускається жіночий одяг та аксесуари до них. У колекціях Караванської присутні елементи еклектичного і етнічного стилю. Першою в Україні створила свою дитячу лінію, першою серед українських дизайнерів випустила свій парфум.
Одружена з підприємцем Богданом Левчуком. Виховують двох дітей — Святослава й Марічку.

## Творчість
- 2015 — «Стильна книжка для панянки» (Львів : Видавництво Старого Лева) в оформленні Анастасії Стефурак.